# Марк Хучко
Марк Хучко (Братислава, 15. септембар 1947) је словачки аматерски лингвиста, који је створио вештачке језике словио и близ инглиш.

## Биографија
Године 1968. емигрирао је у Канаду а од 1984. године живи у Швајцарској.